# 世界形選手権大会
世界形選手権大会（せかいかたせんしゅけんたいかい, World Kata Championships）とは、国際柔道連盟が主催する柔道形（じゅうどうかた）の世界大会である。2009年に第1回がマルタ共和国の首都バレッタで開催された。

## 種目
競技の内容については柔道形も参照のこと。
- 投の形（なげのかた）
- 固の形（かためのかた）
- 極の形（きめのかた）
- 柔の形（じゅうのかた）
- 講道館護身術（こうどうかんごしんじゅつ）

## 歴代の大会
| 大会  | 年     | 月日              | 参加国   | 開催都市, 国             | 種目, 優勝組 |
| ----- | ------ | ----------------- | -------- | ------------------------ | --- |
| 第1回 | 2009年 | 10月17日 10月18日 | 24ヶ国   | バレッタ, マルタ         | 投の形: 近藤克幸（取）大河内哲志（受） 固の形: 松本裕司（取）中橋政彦（受） 柔の形: 横山悦子（取）大森千草（受） 極の形: 竹石憲治（取）植松恒司（受） 護身術: 濱名智男（取）山崎正義（受）              |
| 第2回 | 2010年 | 5月25日 5月26日   | 28ヶ国   | ブダペスト, ハンガリー   | 投の形: 大島修次（取）鴨地由貴（受） 固の形: 小室宏二（取）高野賢司（受） 柔の形: 横山悦子（取）大森千草（受） 極の形: 竹石憲治（取）植松恒司（受） 護身術: 濱名智男（取）山崎正義（受）                |
| 第3回 | 2011年 | 6月14日 6月15日   | -ヶ国    | フランクフルト, ドイツ   | 投の形: 坂本道人（取）横山喬之（受） 固の形: 小室宏二（取）高野賢司（受） 柔の形: 横山悦子（取）大森千草（受） 極の形: 竹石憲治（取）植松恒司（受） 護身術: 濱名智男（取）山崎正義（受）                |
| 第4回 | 2012年 | 9月22日 9月23日   | -28ヶ国  | ポルデノーネ, イタリア   | 投の形: 坂本道人（取）横山喬之（受） 固の形: 中山智史（取）林聖治（受） 柔の形: 横山悦子（取）大森千草（受） 極の形: 今尾省司（取）清水和憲（受） 護身術: 武田武（取）宮崎純一（受）                    |
| 第5回 | 2013年 | 10月19日 10月20日 | -30ヶ国  | 京都, 日本               | 投の形: LEE Sunhyung（取）JO Minho（受） 固の形: 中山智史（取）林聖治（受） 柔の形: 横山悦子（取）大森千草（受） 極の形: 今尾省司（取）清水和憲（受） 護身術: 宮本秀樹（取）渡辺正喜（受）              |
| 第6回 | 2014年 | 9月20日 10月21日  | --ヶ国   | マラガ, スペイン         | 投の形: 坂本道人（取）横山喬之（受） 固の形: 中山智史（取）林聖治（受） 柔の形: 横山悦子（取）大森千草（受） 極の形: 竹石憲治（取）植松恒司（受） 護身術: 宮本秀樹（取）渡辺正喜（受）                  |
| 第7回 | 2015年 | 9月19日 10月20日  | --ヶ国   | アムステルダム, オランダ | 投の形: 坂本道人（取）横山喬之（受） 固の形: 中山智史（取）林聖治（受） 柔の形: 白野恵（取）白野光（受） 極の形: 竹石憲治（取）植松恒司（受） 護身術: 宮本秀樹（取）渡辺正喜（受）                      |
| 第8回 | 2016年 | 10月1日 10月2日   | --ヶ国   | バレッタ, マルタ         | 投の形: 坂本道人（取）横山喬之（受） 固の形: 中山智史（取）林聖治（受） 柔の形: DAX Wolfgang（取）LOOSEN Ursla（受） 極の形: 竹石憲治（取）植松恒司（受） 護身術: 宮本秀樹（取）渡辺正喜（受）          |
| 第9回 | 2017年 | 10月6日 10月7日   | --27ヶ国 | オルビア, イタリア       | 投の形: 坂本道人（取）横山喬之（受） 固の形: 中山智史（取）林聖治（受） 柔の形: 石田桃子（取）石田真理子（受） 極の形: JEUFFROY Michel（取）JEUFFROY Laurent（受） 護身術: 宮本秀樹（取）渡辺正喜（受） |